# 時津孝康
時津 孝康（ときつ たかやす、1981年1月22日 - ）は、福岡県筑前町出身の実業家。株式会社ホープの創業者。

## 経歴
- 2005年 福岡大学卒業。
  - 卒業と同時に、有限会社ホープ・キャピタルを設立。
- 2016年 東証マザーズ、福証Q-Boardに上場。
- 2020年 株式会社ホープエナジー代表取締役社長就任。

## 人物
- 趣味は読書、旅行。